# Łękno (Kamień)
Łękno (kaszb. Łekno lub Lekno) – część wsi Kamień w Polsce, położona w województwie pomorskim, w powiecie wejherowskim, w gminie Szemud, na Pojezierzu Kaszubskim, nad południowym brzegiem jeziora Łekno.
W latach 1975–1998 Łękno administracyjnie należało do województwa gdańskiego.